# Missions étrangères de Scarboro
Les Missions étrangères de Scarboro (Societas Scarborensis pro Missionibus ad Exteras Gentes) forment une société missionnaire cléricale de droit pontifical. Ses membres ajoutent S.F.M. (Scarboro Foreign Mission, en anglais) à leur nom. Cette congrégation missionnaire appuie sa vocation sur « Je suis venu pour que mes brebis aient la vie et qu’elles l’aient en abondance » Jean 10ː10,.

## Histoire

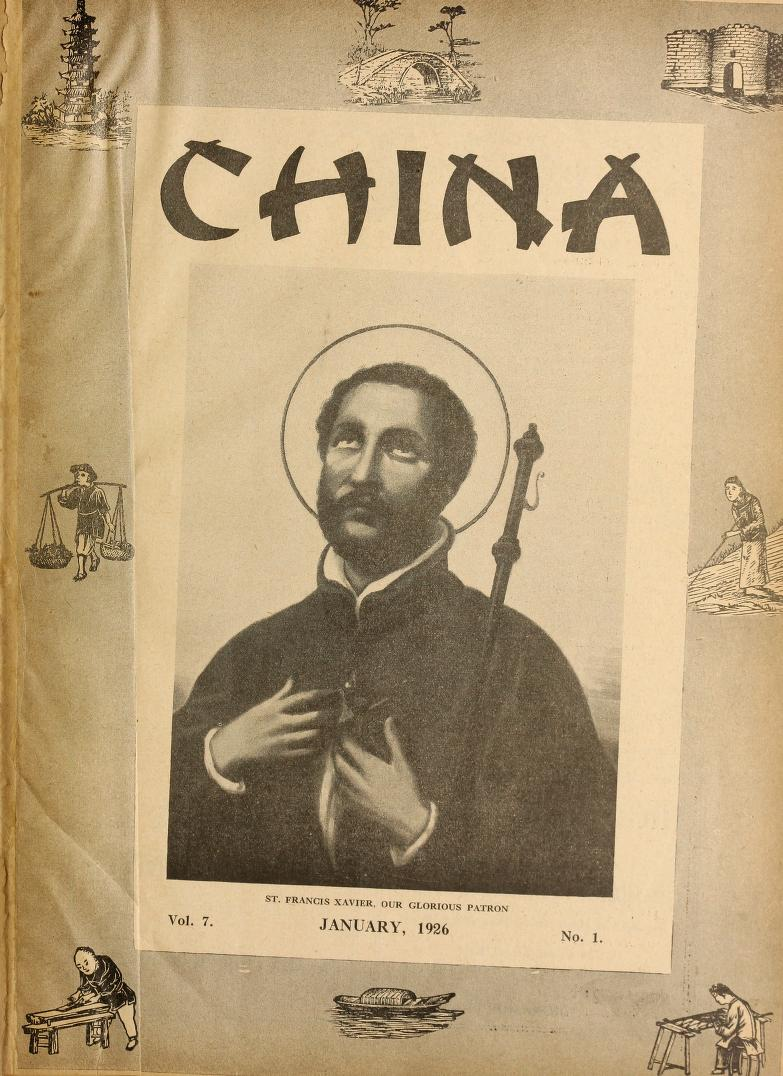
Couverture de la revue China (janvier 1926), éditée par la Société de 1919 à 1950.

La société est fondée par John Mary Fraser (1877-1965), prêtre canadien de parents écossais, pour former des missionnaires canadiens anglophones à l'instar, pour les francophones, des Missions étrangères de Québec. Après sa théologie à Rome et son ordination, John Mary Fraser est envoyé comme missionnaire en Chine dans le vicariat apostolique du Tché-Kiang tenu par les lazaristes français, dont le siège est à Ning Po. Il rentre en 1918 au Canada avec l'appui de son évêque, Mgr Gauthier, pour ouvrir à Toronto un séminaire, placé sous le vocable de saint François Xavier et formant des missionnaires de l'archidiocèse d'Ottawa spécialement pour la Chine. En 1921, le séminaire est transféré à Scarborough (Ontario).
En 1924, John McRae en est nommé le premier recteur. En 1926, ils arrivent à Chuzhou (aujourd'hui Lishui), construisent l'église Saint-Jean de Songyang et en 1931 prennent la charge de la nouvelle préfecture apostolique de Chuchow(aujourd'hui diocèse de Lishui). De plus la congrégation ouvre des missions pour les Chinois vivant au Canada. 
Le 11 juin 1940, les constitutions de la Société sont approuvées par le Saint-Siège. Le premier chapitre général a lieu en juin 1941 à Scarborough et élit le P. McRae comme premier supérieur général succédant au P. John Mary Fraser qui dirigeait l'institut sans avoir le titre de supérieur général. Peu après, les missionnaires de Scarboro s'installent à Saint-Domingue (ils y sont une douzaine dans le pays en 1944) et dans les années suivantes aux Philippines, ainsi qu'au Japon, où Mgr Fraser passe les dernières années de sa vie.

## Diffusion
La Société est fondée pour l'évangélisation en terre de mission, d'abord en Chine, puis après son renvoi de Chine entre 1949 et 1952, la congrégation poursuit des œuvres ailleurs. Aujourd'hui elle est présente (en plus du Canada) au Brésil et en Guyana et ponctuellement assure des tâches dans certains pays africains et asiatiques.
Au 31 décembre 2005, elle comprenait 61 membres (dont 42 prêtres) en deux provinces. La congrégation est en nette diminution avec en plus le vieillissement de ses membres. La maison généralice est toujours à Scarborough. Depuis les années 1970, des missionnaires laïcs associés à Scarboro sont envoyés pour des missions ponctuelles.